# Dipartimento di Boyo
Il dipartimento di Boyo è un dipartimento del Camerun nella Regione del Nordovest.

## Comuni
Il dipartimento è suddiviso in 4 comuni:
- Belo
- Bum
- Fundong
- Njinikom